# درای ورلد
درای ورلد (انگلیسی: Dryworld) شرکت تجهیزات ورزشی کانادایی است، که در سال ۲۰۱۰ توسط مت وینگارت و برایان مکنزی تأسیس شد.